# 오지카미야역
오지카미야역(일본어: 王子神谷駅、おうじかみやえき)
(영어: Oji-kamiya Station)은 일본 도쿄도 기타구에 있는 철도역이다.

## 역 구조
상대식 승강장 2면 2선의 지하역이며, 스크린도어가 설치되어 있다. 난보쿠 선에서 상대식 승강장을 가지는 것은 당역과 시로카네다이 역 뿐이다.
화장실은 두 곳이 설치되어 있는데 개찰 내 지하 2층 콩코스와 지하 1층 대합실에는 다기능 화장실을 포함하여 설치되었다.

### 승강장
| 1 | ○ 난보쿠 선 | 아카바네이와부치・하토가야・히가시카와구치・우라와미소노 방면 |
| 2 | ○ 난보쿠 선 | 고마고메・나가타초・메구로・히요시ㆍ에비나ㆍ쇼난다이 방면     |

## 역세권 정보
- 가미야호리 공원
- 기타 구청
- 오지 소방서
- 오지 우체국
- 오지고 우체국
- 가미야 병원
- 나토리 본사
- 톰보연필 본사
- 닛토리 아카바네 점
- 국도 제122호선
- 도쿄 수변 라인

## 역사
- 1991년 11월 29일: 영업 개시.
- 2004년 4월 1일: 도영지하철 민영화, 당역은 도쿄메트로의 역으로 계승됨.

## 사진

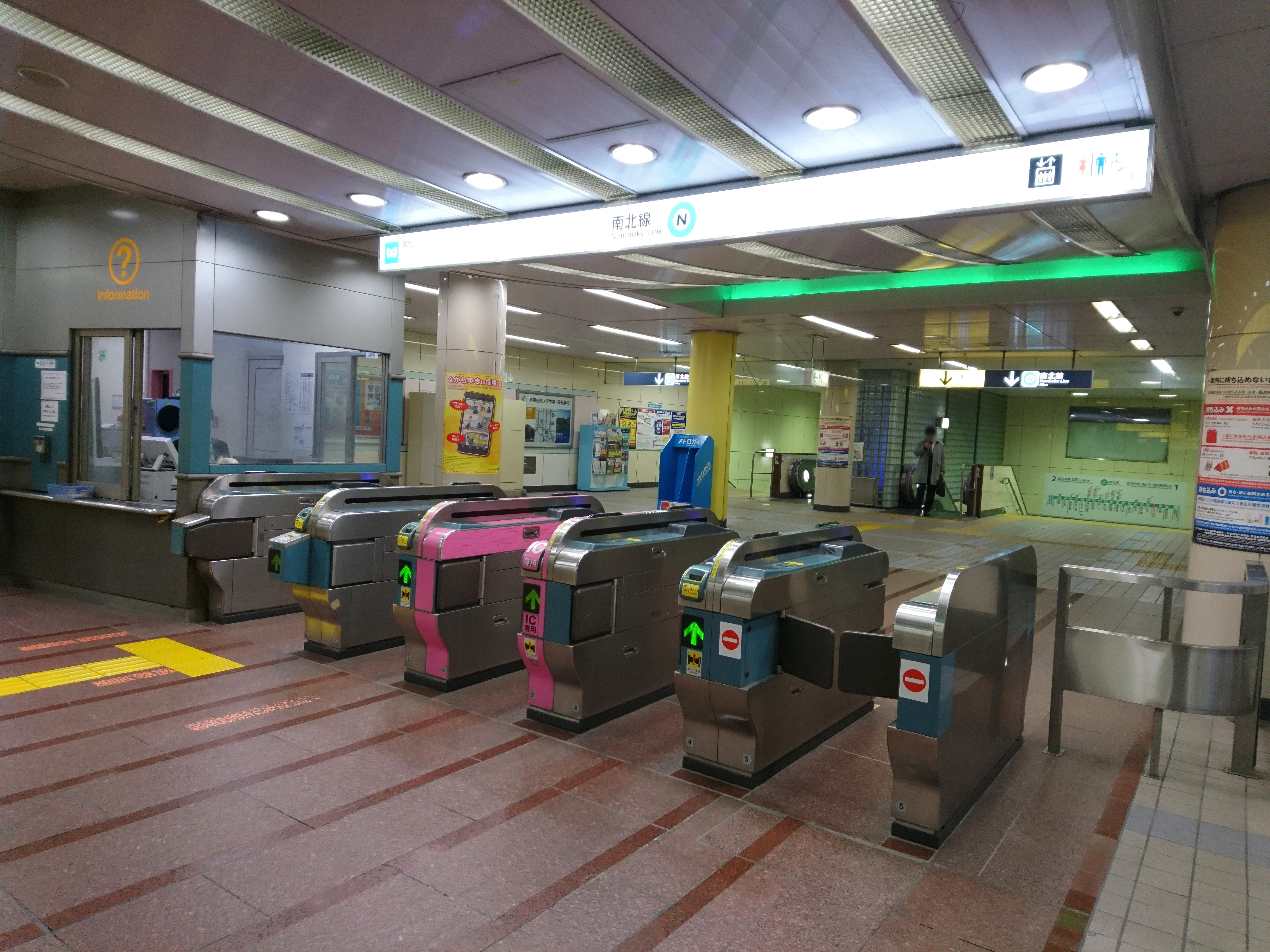
개찰구
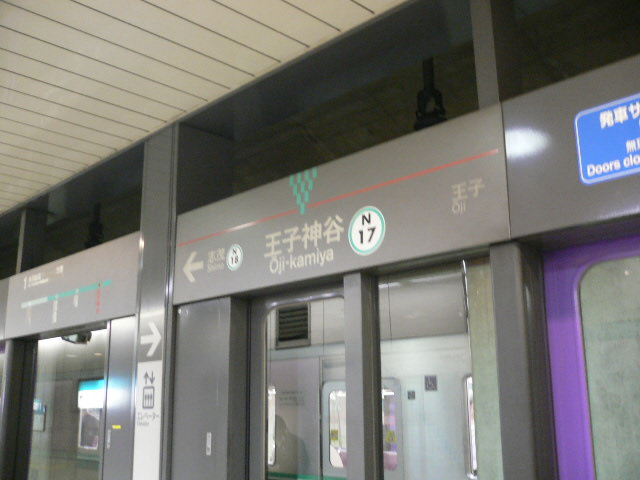
스크린도어 역명판

## 인접역
| 도쿄 메트로 7호선     | 도쿄 메트로 7호선 | 도쿄 메트로 7호선               |
| --------------------- | ----------------- | ------------------------------- |
| N 16 오지 메구로 방면 | 난보쿠 선         | N 18 시모 아카바네이와부치 방면 |